# Metilentetrahidrofolato reductasa
La metilentetrahidrofolato reductasa (MTHFR) es la enzima limitante de la velocidad en el ciclo del grupo metilo, y se encuentra codificada por el gen MTHFR.  La metilentetrahidrofolato reductasa cataliza la conversión del 5,10-metilentetrahidrofolato a 5-metiltetrahidrofolato, un cosustrato para la remetilación de la homocisteína a metionina. Son comunes las variaciones naturales en este gen dentro de la gente sana. Sin embargo se ha reportado que algunas variantes otorgan susceptibilidad a la enfermedad vascular periférica, defectos en el tubo neural, enfermedad de Alzheimer y otras formas de demencia, cáncer colorrectal, y leucemia aguda, no se han reproducido los hallazgos de otros estudios más pequeños y más tempranos. Algunas mutaciones en este gen se encuentran asociadas con deficiencias en la actividad de la metilentetrahidrofolato reductasa.

## Bioquímica
La MTHFR cataliza la siguiente reacción química:
En el paso limitante de la velocidad del ciclo del grupo metilo, la MTHFR reduce irreversiblemente al 5,10-metilentetrahidrofolato (sustrato) a 5-metiltetrahidrofolato (producto).
- El 5,10-metilentetrahidrofolato es necesario para convertir al dUMP en dTMP en la síntesis de novo de la timidina.
- El 5-Metiltetrahidrofolato se utiliza para convertir a la homocisteína (un aminoácido potencialmente tóxico) en metionina por medio de la enzima metionina sintasa.  (Nótese que la homocisteína también puede ser convertida en metionina por la enzima betaína-homocisteína metiltransferasa (BHMT); una enzima independiente de folato).

La MTHFR contiene un grupo flavina enlazado como cofactor y hace uso de NAD(P)H como agente reductor.

## Estructura
La MTHFR de los mamíferos se encuentra compuesta por un dominio catalítico N-terminal, y un dominio regulatorio C-terminal. La MTHFR tiene al menos dos promotores y dos isoformas (una de 70 KDa y una de 77 KDa).

## Regulación
La actividad de la MTHFR puede ser inhibida por la unión de dihidrofolato (DHF) y S-adenosilmetionina (SAM, o AdoMet). La MTHFR también puede ser fosforilada, esto disminuye su actividad aproximadamente en un 20% y permite que sea mucho más fácilmente inhibida por la SAM.

## Genética
La enzima se encuentra codificada por el gen con el símbolo MTHFR ubicado en el cromosoma 1 en los seres humanos, más específicamente en la localización p36.3.
Hay varias variantes en la secuencia del ADN asociada con este gen (polimorfismo genético). En 2000 un reporte informó que el número de polimorfismos asociados a este gen sería superior a 24.
Dos de los polimorfismos más investigados son el C677T (rs1801133) y el A1298C (rs1801131), los cuales son polimorfismos de nucleótido simple (SNP).

### Detección de polimorfismos en el gen MTHFR
Se ha desarrollado un método de ARMS-PCR que hace uso de tres juegos de cuatro primers, para la detección simultánea de los polimorfismos C677T y A1298C junto con el polimorfismo A66G MTRR, todo en una única reacción de PCR.

### Deficiencia severa de MTHFR
La deficiencia severa de MTHFR es muy rara (se han reportado alrededor de 50 casos alrededor del mundo) y la causada por mutaciones retiene entre el 0 y el 20% de la actividad residual de la enzima. Los pacientes con este defecto exhiben un retraso en el crecimiento, en el desarrollo motor y disfunción en la marcha, convulsiones, inconvenientes neurológicos, y se presenta con niveles extremadamente elevados de homocisteína en plasma y orina, como así también niveles bajos de metionina en plasma.

## Como diana farmacológica
Se ha propuesto a los inhibidores de la MTHFR y el ARN antisentido que noquean la expresión de la enzima como terapias para el tratamiento del cáncer. La forma activa del folato, el ácido levomefólico, podría ser un fármaco apropiado para el tratamiento de las enfermedades condicionadas por los polimorfismos de la MTHFR.

## Reacción y metabolismo

Metabolismo de la MTHFR: ciclo del folato, ciclo de la metionina, transulfuración e hiperhomocisteinemia. 5-MTHF: 5-metiltetrahidrofolato; 5,10-methiltetrahidrofolato; BAX: Bcl-2-associated X protein; BHMT: betaína-homocisteína S-metiltransferasa; CBS: cistationina beta sintasa; CGL: cistationina gamma-liasa; DHF: dihidrofolato (vitamina B9); DMG: dimetilglicina; dTMP: timidina monofosfato; dUMP: deoxiuridina monofosfato; FAD^{+} flavina adenina dinucleótido; FTHF: 10-formiltetrahidrofolato; MS: metionina sintasa; MTHFR: metilentetrahidrofolato reductasa; SAH: S-adenosil-L-homocisteína; SAME: S-adenosil-L-metionina; THF: tetrahidrofolato.

La reacción global catalizada por la MTHFR se encuentra ilustrada a la derecha de este texto. La reacción hace uso de NAD(P)H como dador de equivalentes de reducción y de un FAD como cofactor. La enzima de E. coli tiene una fuerte preferencia por el NADH como dador, mientras que la enzima de mamíferos es específica para el NADPH.